# Версаче, Джанни
Джа́нни Верса́че (итал. Gianni Versace; 2 декабря 1946[…], Реджо-ди-Калабрия, Калабрия — 15 июля 1997[…], Майами-Бич, Флорида) — итальянский модельер и дизайнер, основатель международного дома моды Versace, выпускающего духи, косметику, аксессуары, одежду и товары для дома. Создавал костюмы для фильмов, театральных и оперных постановок. Был другом Эрика Клэптона, принцессы Уэльской Дианы, Наоми Кэмпбелл, Duran Duran, Мадонны, Элтона Джона, Шер, Стинга и многих других знаменитостей. Один из первых модельеров, объединивших мир моды и музыки. Джанни и его партнёр Антонио д’Амико были постоянными участниками модных вечеринок.
15 июля 1997 года в возрасте 50 лет был убит на пороге своего особняка Casa Casuarina в Майами-Бич серийным убийцей Эндрю Кьюнененом.

## Биография
Родился 2 декабря 1946 года в Реджо-ди-Калабрия, Италия, в семье портнихи Франчески Версаче и её мужа. Рос вместе со своим старшим братом Санто и младшей сестрой Донателлой. Старшая сестра Джанни Тина умерла в возрасте 12 лет от столбняка.
В юности Джанни увлекался историей Древней Греции, сыгравшей огромную роль в развитии Италии. Он посещал лицей Classico Tommaso Campanella, где изучал латынь и древнегреческий язык, но не окончил курс. Большое влияние на него оказал также американский художник Энди Уорхол.
Начал карьеру в родном городе, в ателье модной одежды «Франческа Версаче», которым владела его мать. Главными клиентками ателье были представительницы богатых семей региона Калабрия — жены бизнесменов и топ-менеджеров. Джанни помогал матери подшивать одежду, подбирать аксессуары, а также поставлять ткани. Здесь он научился рисовать эскизы, кроить ткани и шить платья. В 1972 году Версаче переезжает в Милан и становится приглашённым дизайнером нескольких линий готовой одежды, в том числе Genny, Callaghan и Complice. В 1973 году стал дизайнером Byblos, молодёжной линии модного дома Genny, а в 1977 году по их же заказу разрабатывает линию Complice.

### Империя моды
28 марта 1978 года Версаче презентует первую фирменную коллекцию женской одежды в миланском художественном музее Палаццо делла Перманенте. Первый полноценный показ мод проходит в сентябре того же года. В 1978 году Джанни открывает бутик на самой престижной торговой улице Милана — Via della Spiga. Также в 1978 году Джанни создаёт собственный дом моды Gianni Versace S.p.A., назначая своего старшего брата Санто президентом, а сестру Донателлу — вице-президентом. Донателла отвечает за творческий надзор и выступает в качестве ключевого консультанта Версаче. Джанни также берёт на работу мужа Донателлы Пола Бэка в качестве директора линий мужской одежды.
В 1980-е годы Джанни разрабатывает одежду для собственной марки, а также осваивает новые направления бизнеса. В 1981 году он выпускает женский парфюм Gianni Versace, в 1984-м — мужской аромат L’Homme. В 1982 году Версаче расширяет свой бизнес, начав выпуск ювелирных изделий и товаров для дома, в том числе мебели, текстиля и посуды (совместно с фирмой Rosenthal) под маркой Versace Home.
В 1989 году Версаче заявляет о себе в мире высокой моды, начав создавать коллекции от-кутюр под маркой Atelier Versace и устраивая показы в парижском отеле «Риц». Для своих рекламных кампаний и показов мод в 1980-х—1990-х годах он использовал самых известных фотографов и манекенщиц. Продукцию его дома моды представляли Синди Кроуфорд, Кристи Тарлингтон, Наоми Кэмпбелл, Линда Евангелиста, Клаудиа Шиффер и многие другие.
Он усиленно культивирует культ топ-моделей, выплачивая своим любимым манекенщицам баснословные гонорары и формируя их имидж в качестве суперзвезд массовой культуры. По словам Донателлы Версаче, «этот феномен создал Джанни, когда вывел всех лучших манекенщиц на подиум одновременно».
Пика своей известности Джанни Версаче достиг в начале 1990-х годов, среди его знаменитых клиентов — Мадонна и принцесса Уэльская Диана.

### Недвижимость
Имел квартиры в Милане и Нью-Йорке.
В 1977 году Версаче покупает виллу Fontanelle, расположенную в Мольтразио на берегу озера Комо в Италии примерно в 50 км от Милана. Четырёхэтажное здание жёлтого цвета было построено в первой половине XIX века эксцентричным английским лордом Чарльзом Карри и в 1970-х годах пребывало в упадке. Работы по реконструкции завершились в декабре 1980 года. Версаче лично отобрал сотни картин и других произведений искусства для украшения интерьера и экстерьера своего дворца. Постоянными гостями виллы Fontanelle были сэр Элтон Джон, Мадонна, Стинг. В начале 2008 года виллу за 35 млн евро приобрёл российский ресторатор Аркадий Новиков, который нанял миланского архитектора Клаудио Поцца для реконструкции недвижимости.
В 1992 году Версаче за 2,95 миллиона долларов покупает в курортном городе Майами-Бич (штат Флорида) дом на Оушен-драйв, в котором в ту пору находился жилой комплекс Amsterdam Palace на 24 квартиры. Версаче возвращает особняку, построенному в 1930 году в средиземноморском стиле, историческое название — Casa Casuarina. На месте 24 квартир появляются 8 спален, 2 кухни, 3 салона, 10 ванных комнат, бар, библиотека и 4 гостиные. В 1993 году Версаче приобретает и сносит соседний отель Revere (1950 года постройки), чтобы создать на своей территории бассейн и сад. Работами по обустройству виллы занимался английский искусствовед и ландшафтный дизайнер Рой Стронг, ранее уже сотрудничавший с Версаче во время реконструкции виллы Fontanelle на озере Комо. Версаче проживал в этом особняке вплоть до 15 июля 1997 года, когда был застрелен на ступенях дома Эндрю Кьюнененом.

## Личная жизнь
Версаче познакомился со своим партнёром, моделью Антонио д’Амико в 1982 году. Их отношения продолжались до самой смерти модельера. Д’Амико работал в доме моды Versace в качестве главного дизайнера линий Istante и Versus Sport. В своём завещании Версаче назначил Антонио пожизненное ежемесячное содержание в 50 миллионов итальянских лир (примерно 25 800 евро) и право проживания в своих домах в Италии и США. Однако семья Версаче, которой перешло состояние и недвижимость Джанни, с помощью юристов добилась существенного уменьшения размера назначенного пособия и добилась запрета на нахождение Антонио в особняках. Это стало следствием неприязни семьи к Антонио, особенно со стороны Донателлы.
Под давлением семьи Версаче скрывал от общественности информацию о своей гомосексуальности, опасаясь потерять крупных клиентов. Лишь в июне 1995 года Джанни совершил каминг-аут и рассказал в интервью американскому гей-журналу The Advocate о своей сексуальной ориентации.

## Смерть и наследие

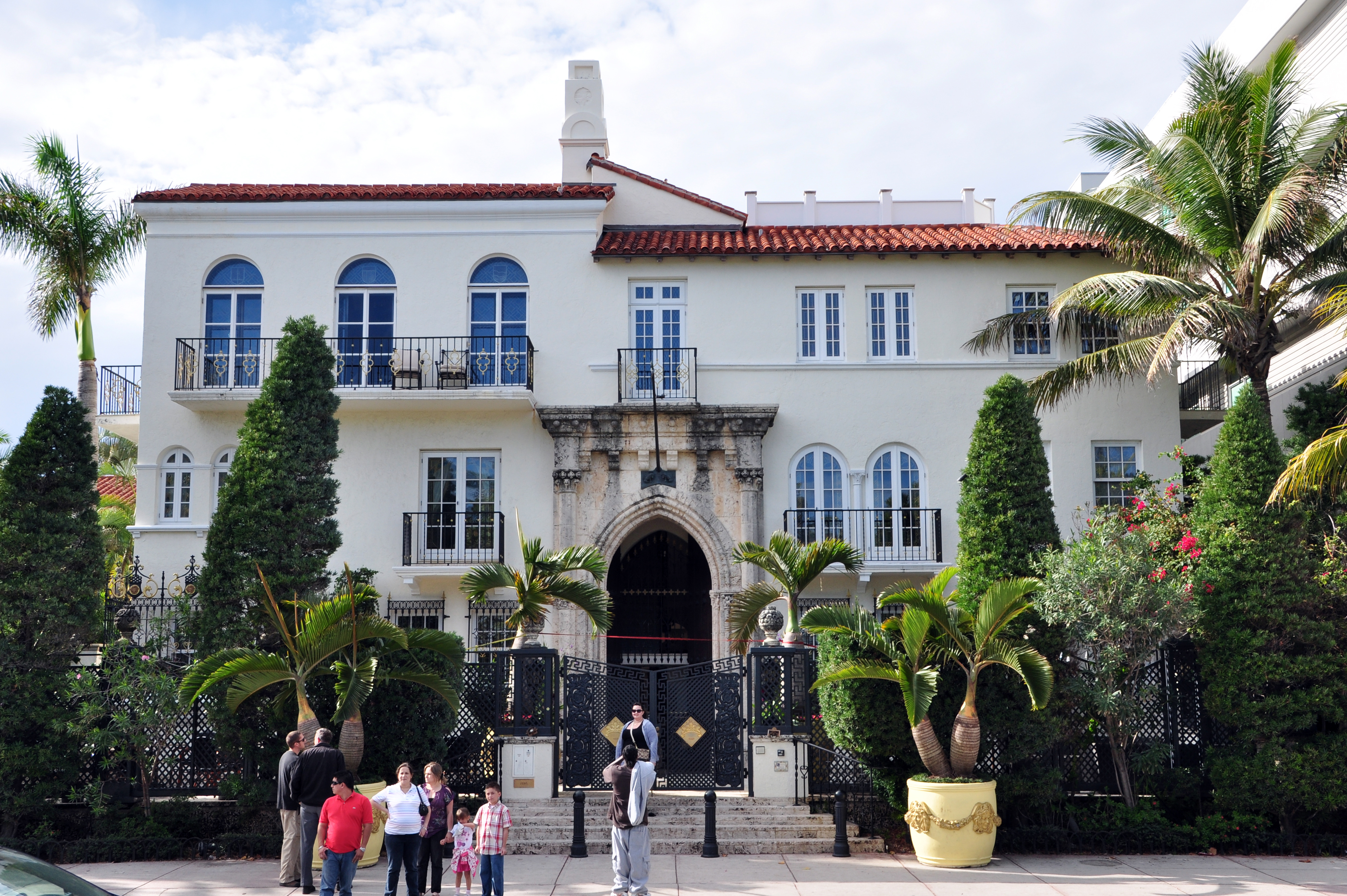
Особняк Версаче Casa Casuarina в 2009 году.

Версаче был застрелен серийным убийцей Эндрю Кьюнененом утром 15 июля 1997 года на ступенях своего особняка Casa Casuarina в Майами-Бич после возвращения с прогулки по Оушен-драйв. Обычно Версаче посылал за утренними газетами в кофейню News Cafe своего ассистента, но в тот роковой день решил сам отправиться за свежей прессой в магазинчик, расположенный в трёх кварталах от своего дома. Смерть Версаче была зафиксирована в 9:21 утра в мемориальном госпитале Джексона.
Спустя восемь дней Кьюненен покончил жизнь самоубийством в плавучем доме, окружённом кольцом полиции. Кьюненен был одержим Версаче и часто хвастался перед знакомыми своей дружбой со знаменитым модельером, а также с другими известными людьми. Агенты ФБР полагали, что Версаче и Кьюненен встречались в Сан-Франциско, однако достоверно неизвестно, какие отношения их связывали. Репортёр Морин Орт в 2008 году опубликовала статью в журнале Vanity Fair, утверждая, что Кьюненен и Версаче впервые встретились в ночном клубе в Сан-Франциско в 1990 году и, вероятно, пересекались и в дальнейшем, вращаясь в гей-кругах Майами и Сан-Франциско. Однако семья Версаче всегда категорически отрицала факт знакомства Джанни и его убийцы.
Тело Джанни Версаче было кремировано, а прах захоронен в семейном склепе на кладбище Молтрасио (коммуна Черноббьо) у озера Комо.
На момент смерти стоимость империи моды Версаче оценивалась в 807 млн долларов. Компания владела сетью из 130 бутиков по всему миру. В соответствии с завещанием Джанни Версаче всё многомиллионное состояние дизайнера, а также 50 % акций компании Gianni Versace Group получила его любимая племянница Аллегра Версаче, которой на момент гибели дяди было 11 лет. Брат Джанни Санто и его сестра Донателла в завещании не упоминались, поскольку они и так владели крупными пакетами акций Gianni Versace Group (30 % и 20 % акций соответственно). Аллегра вступила в права наследования империей моды в день своего 18-летия: 30 июня 2004 года. До совершеннолетия наследством Аллегры управляли родители девочки и её дядя Санто Версаче.

## Критика
В 1980-х годах Версаче быстро стал сенсацией в мире моды. В своих коллекциях он использует яркие цвета, крупные шрифты и сексуальные вырезы, которые резко контрастировали с приглушёнными красками и простотой, преобладающими в ту пору. Его стиль, прозванный «комбинацией роскошного классицизма и открытой сексуальности» часто подвергался критике. Версаче соединял пышные элементы барокко и меандры классицизма с поп-артом и элементами панк-культуры, сочетал леопардовую расцветку с пышными акантами и использовал яркие контрастные цвета и блестящие поверхности. Его вызывающая, откровенно сексуальная одежда нередко была на грани китча. Версаче создавал вечерние платья на основе лекал женского нижнего белья, ввёл в моду сочетание чёрной кожи и золотой фурнитуры и легинсы, к которым требовались высокие каблуки. Считается[кем?], что он впервые вывел на подиум мужчину без галстука и мужчину в джинсах.
Широкую известность получила цитата Версаче «Я не верю в хороший вкус», отражающая его желание «нагло нарушать правила моды».

## Фильмография
- Про бренд Versace был снят фильм «Дом Версаче» (англ. House of Versace).
- Американская история преступлений 2 сезон (2018)

## Признание и награды
- Командор ордена «За заслуги перед Итальянской Республикой» (1986).
- Большая золотая медаль города Парижа

## Память
- Музыкант Элтон Джон, над оформлением диска которого Версаче работал в 1991—1994 годах, посвятил ему свой альбом The Big Picture (1997).